# AlmaLinux
AlmaLinux — дистрибутив Linux, проєкт з відкритим кодом, що керується спільнотою та має на меті замінити стабільні релізи CentOS. AlmaLinux OS є повністю бінарно сумісною з RHEL 8 та була створена авторами успішного дистрибутиву для хостинг-провайдерів CloudLinux OS.

## Історія
Початково проект було анонсовано з назвою Project Lenix у середині грудня 2020.
В січні 2021 проект було переіменовано на AlmaLinux за проханням ком'юніті.
Перший бета-реліз офіційно побачив світ 2 лютого 2021 року.
Наразі є основним дистрибутивом CERN і Fermilab, що замінив Scientific Linux. 

## Версії та релізи
Версіонування операційної системи майже повністю повторює схему CentOS та RHEL. Номер релізу складається з двох цифр: мажорної та мінорної версії, наприклад AlmaLinux 8.3.

### Релізи AlmaLinux OS
Станом на 10 листопада 2022 року AlmaLinux OS офіційно доступна у вигляді форку RHEL 8.7.
Версія AlmaLinux 9.1 (аналог RHEL 9.1) вийшла 17 листопада 2022 року.

## Зовнішні посилання
- Офіційний вебсайт: https://www.almalinux.org/ [Архівовано 1 березня 2021 у Wayback Machine.]
- GitHub репозиторій: https://github.com/AlmaLinux/ [Архівовано 14 лютого 2021 у Wayback Machine.]